# 諧波小波轉換
諧波小波轉換（Harmonic Wavelet Transform）為學者大衛‧紐蘭德（David E. Newland）於1993年所提出，是一個以小波為基底的線性轉換，得以將訊號變換至時頻域（Time-Frequency Domain）上。諧波小波轉換結合了短時距傅立葉變換和連續小波轉換兩者之優點的訊號分析工具，而其離散版本則可以用快速傅立葉變換做有效率的運算。

## 定義與性質

### 基礎推理
考量一個偶對稱的實數函數{\displaystyle w_{e}(x)}，其傅立葉變換定義為：

{\displaystyle W_{e}(\omega )={\begin{cases}{\frac {1}{4\pi }}&{\mbox{for }}-4\pi \leq \omega <-2\pi \\{\frac {1}{4\pi }}&{\mbox{for }}\quad 2\pi \leq \omega <4\pi \\0&{\mbox{elsewhere}}\end{cases}}}

則透過反傅立葉變換，我們可以得到該函數{\displaystyle w_{e}(x)}為：

{\displaystyle w_{e}(x)=\int _{-\infty }^{\infty }W_{e}(\omega )e^{i\omega x}dw={\frac {sin4\pi x-sin2\pi x}{2\pi x}}}

而考量另一奇對稱的函數{\displaystyle w_{o}(x)}，若定義其傅立葉變換為：

{\displaystyle W_{e}(\omega )={\begin{cases}{\frac {i}{4\pi }}&{\mbox{for }}-4\pi \leq \omega <-2\pi \\{\frac {-i}{4\pi }}&{\mbox{for }}2\pi \leq \omega <4\pi \\0&{\mbox{elsewhere}}\end{cases}}}

則其反傅立葉變換會得到{\displaystyle w_{o}(x)}為：

{\displaystyle w_{o}(x)=\int _{-\infty }^{\infty }W_{o}(\omega )e^{i\omega x}dw={\frac {-(cos4\pi x-cos2\pi x)}{2\pi x}}}

假如結合{\displaystyle w_{e}(x)}和{\displaystyle w_{o}(x)}，透過{\displaystyle w(x)=w_{e}(x)+iw_{o}(x)}的關係，我們會得到一複數函數，並定義它為諧波小波（Harmonic Wavelet）。本諧波小波將為以下數學形式：

{\displaystyle w(x)={\frac {e^{i4\pi x}-e^{i2\pi x}}{i2\pi x}}}

也由於傅立葉轉換的特性和{\displaystyle W_{e}(\omega )}和{\displaystyle W_{o}(\omega )}的定義，諧波小波的傅立葉轉換對為：

{\displaystyle W(\omega )=W_{e}(\omega )+iW_{o}(\omega )={\begin{cases}{\frac {1}{2\pi }}&{\mbox{for }}2\pi \leq \omega <4\pi \\0&{\mbox{elsewhere}}\end{cases}}}

### 一系列的諧波小波
接著，考量到小波轉換中的精神－－母小波的縮放（Dilation）和平移，透過伸張方程式（Dilation Equation）我們可以寫出一系列的諧波小波（其中{\displaystyle j}和{\displaystyle k}皆為整數）：

{\displaystyle w(x)\Rightarrow w(2^{j}x-k)={\frac {e^{i4\pi (2^{j}x-k)}-e^{i2\pi (2^{j}x-k)}}{i2\pi (2^{j}-k)}}=v(x)}

根據前文對{\displaystyle W(\omega )}的定義，或是透過直接計算傅立葉轉換對，我們也可以得到縮放和平移後的一系列諧波小波在頻域上的表示法：

{\displaystyle V(\omega )={\frac {1}{2^{j}}}e^{\frac {-i\omega k}{2^{j}}}W({\frac {\omega }{2^{j}}})}

而若我們將不同的正整數{\displaystyle j}帶入上式，例如{\displaystyle j=3}和{\displaystyle j=4}，我們會發現後者的振幅會是前者的一半，然而其頻帶寬會是前者的兩倍。這樣的特性使得每一階（Level，對應到不同的{\displaystyle j}）的諧波小波，其頻域將隨著階數越高而越寬，由是達到多解析度的效果。

### 低頻頻帶（Zero-frequency band）
隨著{\displaystyle j}的階數比0越來越小，頻帶的振幅將越來越高、越來越窄，一路向頻率為0的位置延伸。而根據多解析度分析的理論，我們可以將這些階數小於0的頻帶全部收為一個頻帶，並定義為-1階（{\displaystyle j=-1}）。它涵蓋了DC到{\displaystyle 2\pi }的頻帶範圍。以小波轉換的術語來說，這樣具低通濾波性質的函式，被稱之為縮放函數（Scaling Function），又稱為父小波（Father Wavelet）。諧波小波的縮放函數定義為：

{\displaystyle \phi (x)={\frac {e^{i2\pi x}-1}{i2\pi x}}}，其頻域特性將是一個介於{\displaystyle [0,2\pi )}的方波，振幅為{\displaystyle {\frac {1}{2\pi }}}

### 正交（Orthogonality）
若要證明諧波小波有正交的特性，必須分兩個層次討論，{\displaystyle j}（不同階的諧波小波）和{\displaystyle k}（不同位移量）。首先討論不同階的諧波小波。根據傅立葉理論，若兩任意階數的諧波小波正交，它將有下列關係（參考David Newland，1993）：

{\displaystyle \int _{-\infty }^{\infty }w(x)v(x)dx=\int _{-\infty }^{infty}W(\omega )V(-\omega )dx}

因為任意階數之諧波小波其頻譜皆分布在正頻率軸，故{\displaystyle W(\omega )V(-\omega )}永遠為0。我們還必須證明下式也成立：

{\displaystyle \int _{-\infty }^{infty}w(x)v^{*}(x)dx=\int _{-\infty }^{infty}W(\omega )V^{*}(\omega )dx}

而因為不同階數之諧波小波其頻帶不相交，故上式的右式也為0，由是證明不同階數諧波小波的正交特性。至於同階數、不同位移量的諧波小波，因為傅立葉變換的特性，在時域的位移相當於在頻域的訊號必須乘上一個線性相位，因此對位移之諧波小波來說，必須滿足下式：

{\displaystyle \int _{2\pi }^{4\pi }e^{i\omega k}d\omega =0}

當k不為0的時候，上式將會成立。換言之，當具有位移存在時，諧波小波正交的特質成立。最後，我們也可以用相似的證明方式，證明諧波小波之父小波也具有正交特性。

## 諧波小波轉換
如同傅立葉級數一般，由於父小波和母小波皆具有正交的特性，我們可以用它們做為基底來對一個函數做展開：

{\displaystyle f(t)=\sum _{k=-\infty }^{\infty }\left[a_{k}\phi (t-k)+{\tilde {a}}_{k}\phi ^{*}(t-k)\right]+\sum _{j=0}^{\infty }\sum _{k=-\infty }^{\infty }\left[a_{j,k}w(2^{j}t-k)+{\tilde {a}}_{j,k}w^{*}(2^{j}t-k)\right].}

而它們的係數，根據投影，分別為：
{\displaystyle {\begin{aligned}a_{j,k}&{}=2^{j}\int _{-\infty }^{\infty }f(t)\cdot w^{*}(2^{j}t-k)\,dt\\{\tilde {a}}_{j,k}&{}=2^{j}\int _{-\infty }^{\infty }f(t)\cdot w(2^{j}t-k)\,dt\\a_{k}&{}=\int _{-\infty }^{\infty }f(t)\cdot \phi ^{*}(t-k)\,dt\\{\tilde {a}}_{k}&{}=\int _{-\infty }^{\infty }f(t)\cdot \phi (t-k)\,dt.\end{aligned}}}

而對於實數函數{\displaystyle f(t)},係數將會有這樣的關係： {\displaystyle {\tilde {a}}_{j,k}=a_{j,k}^{*}} 、{\displaystyle {\tilde {a}}_{k}=a_{k}^{*}}。